# Département d'El Alto
Le département d'El Alto est une des 16 subdivisions de la province de Catamarca, en Argentine. Son chef-lieu est la ville d'El Alto.
Le département a une superficie de 2 327 km2. Sa population s'élevait à 3 400 habitants, selon le recensement de 2001, d'où une densité de 1,5 hab./km2.

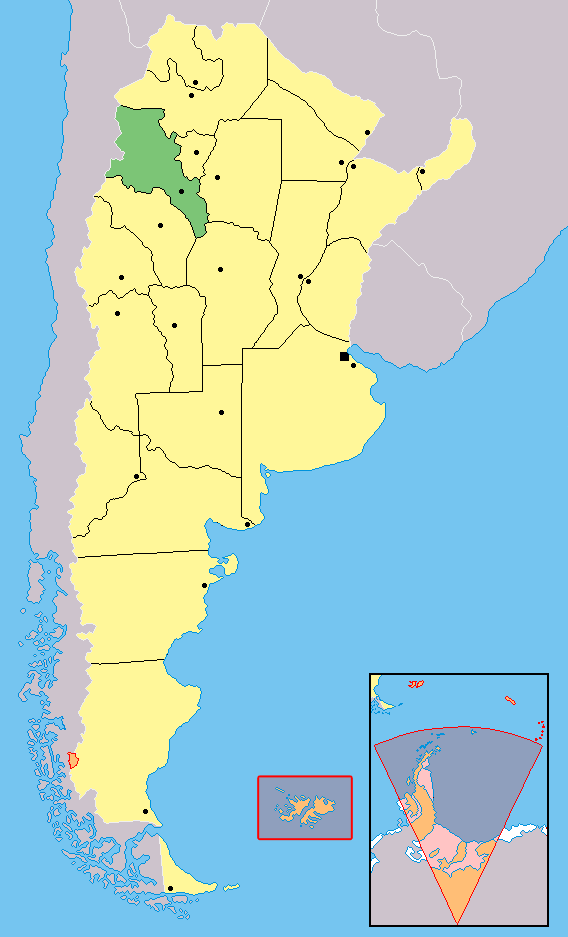
Localisation de la province de Catamarca en Argentine.